# Pechino Express (seconda edizione)
La seconda edizione del reality Pechino Express, sottotitolata Obiettivo Bangkok, è andata in onda in prima serata su Rai 2 dall'8 settembre al 4 novembre 2013 per 10 puntate, con la conduzione di Costantino Della Gherardesca (che aveva già partecipato nella prima edizione come concorrente) e la regia di Davide Corallo e Angelo Poli.
La coppia vincitrice di questa edizione è stata quella degli sportivi Massimiliano Rosolino e Marco Maddaloni.

## Concorrenti
| Coppia                 | Componenti                                                               | Classifica | Stato                |
| ---------------------- | ------------------------------------------------------------------------ | ---------- | -------------------- |
| Gli sportivi           | Massimiliano Rosolino e Marco Maddaloni                                  | 1ª         | Vincitori            |
| Le modelle             | Ariadna Romero e Francesca Fioretti                                      | 2ª         | Seconde classificate |
| I laureati             | Laura Caratelli e Daniel Moreno Mendoza                                  | 3ª         | Eliminati            |
| I figli di             | Costantino "Costia" e Giovanni Teodori                                   | 4ª         | Eliminati            |
| Padre e figlio         | Massimo e Paolo Ciavarro                                                 | 5ª         | Eliminati            |
| Marchesa e maggiordomo | Daniela del Secco D'Aragona e Gregory Jayasena Sangapala Arachchinge Don | 6ª         | Eliminati            |
| I fidanzati            | Corinne Cléry e Angelo Costabile                                         | 7ª         | Eliminati            |
| Gli olimpionici        | Massimiliano Rosolino e Alessandra Sensini                               | 8ª         | Ritirati             |
| Gli amici              | Alessio Sakara e Stefano Venturini                                       | 9ª         | Eliminati            |
| Gli attori             | Niccolò Centioni e Micol Olivieri                                        | 10ª        | Eliminati            |

## Tappe
| Puntata | Paese            | Partenza                              | Intermedio                         | Arrivo                                     | Lunghezza                |
| ------- | ---------------- | ------------------------------------- | ---------------------------------- | ------------------------------------------ | ------------------------ |
| 1       | Vietnam          | Hà Nội (Piazza Hồ Chí Minh)           | Hạ Long (Baia di Ha Long)          | Vinh (Piazza Hồ Chí Minh)                  | 530 km                   |
| 2       | Vietnam          | Đồng Hới (Monumento a Mẹ Suốt)        | Huế (Cittadella imperiale)         | Plei Kân (Villaggio di Dak Ran)            | 450 km                   |
| 3       | Vietnam          | Kon Tum (Villaggio dei Bahnar)        | Buôn Ma Thuột (Coffee Village)     | Đà Lạt (Valle dell'amore)                  | 460 km                   |
| 4       | Vietnam          | Đà Lạt (Lago Xuân Hương)              | Bảo Lộc (Pagoda di Bảo Lộc)        | Hồ Chí Minh (Palazzo della riunificazione) | 330 km                   |
| T       | Vietnam Cambogia | Hồ Chí Minh - Phnom Penh              | Hồ Chí Minh - Phnom Penh           | Hồ Chí Minh - Phnom Penh                   | 210 km (in linea d'aria) |
| 5       | Cambogia         | Phnom Penh (Wat Phnom)                | Siem Reap (Wat Bo Pagoda)          | Ko Koh (Santuario di Phnom Santuk)         | 650 km                   |
| 6       | Cambogia         | Ko Koh (Villaggio)                    | Kouk Char (Villaggio)              | Stung Treng (Isola di Kon Toi Ko)          | 360 km                   |
| T       | Cambogia Laos    | Stung Treng - Vientiane               | Stung Treng - Vientiane            | Stung Treng - Vientiane                    | 600 km (in linea d'aria) |
| 7       | Laos             | Vientiane (Pha That Luang)            | Vang Vieng (Fiume Nam Song)        | Luang Prabang (Monte Whomsi)               | 450 km                   |
| 8       | Laos             | Luang Prabang (Wat Manorom)           | Chaleunsouk (Villaggio)            | Houay Xai (Porto)                          | 580 km                   |
| T       | Laos Thailandia  | Houay Xai - Chiang Mai                | Houay Xai - Chiang Mai             | Houay Xai - Chiang Mai                     | 540 km (in linea d'aria) |
| 9       | Thailandia       | Chiang Mai (Anuban School)            | Si Sachanalai                      | Ayutthaya (Tempio di Wat Phra Sri Sanphet) | 650 km                   |
| 10      | Thailandia       | Damnoen Saduak (Mercato galleggiante) | Kanchanaburi (Santuario di Erawat) | Bangkok (Wat Pho)                          | 310 km                   |
| Totale  | Totale           | Totale                                | Totale                             | Totale                                     | 6 000 km                 |

## Tabella delle eliminazioni
LEGENDA
- Vincitori di Pechino Express
- Vincitori della prova immunità/prova vantaggio
- Vincitori di tappa
- A rischio eliminazione (ultimi e penultimi)
- La coppia si salva perché nella busta nera c'è scritto che la tappa non è eliminatoria
- La coppia arriva ultima al traguardo e viene eliminata direttamente
- Coppia arrivata al traguardo con la Bandiera Nera (retrocede di una posizione)
- La coppia si ritira

| Coppie                                     | 1ª puntata Vietnam | 2ª puntata Vietnam | 2ª puntata Vietnam | 3ª puntata Vietnam     | 4ª puntata Vietnam     | 5ª puntata Cambogia    | 6ª puntata Cambogia    | 7ª puntata Laos        | 7ª puntata Laos        | 8ª puntata Laos        | 8ª puntata Laos        | 9ª puntata Thailandia  | 9ª puntata Thailandia  | 10ª puntata Thailandia | 10ª puntata Thailandia  | 10ª puntata Thailandia  |
| ------------------------------------------ | ------------------ | ------------------ | ------------------ | ---------------------- | ---------------------- | ---------------------- | ---------------------- | ---------------------- | ---------------------- | ---------------------- | ---------------------- | ---------------------- | ---------------------- | ---------------------- | ----------------------- | ----------------------- |
| Massimiliano Rosolino e Marco Maddaloni    | Non in gara        | Non in gara        | Non in gara        | Non in gara            | Non in gara            | 1ª                     | 1ª                     | Vantaggio              | 1ª                     | 2ª                     | 2ª                     | 2ª                     | 2ª                     | 2ª                     | 1ª                      | 1ª                      |
| Francesca Fioretti e Ariadna Romero        | 5ª                 | 4ª                 | 4ª                 | 2ª                     | 5ª                     | 3ª                     | 3ª                     | 3ª                     | 3ª                     | 3ª                     | 3ª                     | Vantaggio              | 1ª                     | 1ª                     | Vantaggio               | 2ª                      |
| Laura Caratelli e Daniel Moreno Mendoza    | 6ª                 | 6ª                 | 6ª                 | 6ª                     | 4ª                     | 2ª                     | Immunità               | 2ª                     | 2ª                     | Vantaggio              | 1ª                     | 3ª                     | 3ª                     | 3ª                     | Eliminati (10ª puntata) | Eliminati (10ª puntata) |
| Costantino Teodori e Giovanni Teodori      | Non in gara        | Non in gara        | Non in gara        | 7ª                     | 6ª                     | Immunità               | 4ª                     | 4ª                     | 4ª                     | 5ª                     | 5ª                     | 4ª                     | 4ª                     | Eliminati (9ª puntata) | Eliminati (9ª puntata)  | Eliminati (9ª puntata)  |
| Massimo Ciavarro e Paolo Ciavarro          | Immunità           | 5ª                 | 5ª                 | 3ª                     | Immunità               | 4ª                     | 2ª                     | 5ª                     | 5ª                     | 4ª                     | 4ª                     | Eliminati (8ª puntata) | Eliminati (8ª puntata) | Eliminati (8ª puntata) | Eliminati (8ª puntata)  | Eliminati (8ª puntata)  |
| Daniela Del Secco d'Aragona e Gregory      | 4ª                 | 1ª                 | 1ª                 | 5ª                     | 3ª                     | 6ª → 5ª                | 5ª                     | 6ª                     | 6ª                     | Eliminati (7ª puntata) | Eliminati (7ª puntata) | Eliminati (7ª puntata) | Eliminati (7ª puntata) | Eliminati (7ª puntata) | Eliminati (7ª puntata)  | Eliminati (7ª puntata)  |
| Corinne Cléry e Angelo Costabile           | 1ª                 | Immunità           | Immunità           | 4ª                     | 2ª                     | 5ª → 6ª                | Eliminati (5ª puntata) | Eliminati (5ª puntata) | Eliminati (5ª puntata) | Eliminati (5ª puntata) | Eliminati (5ª puntata) | Eliminati (5ª puntata) | Eliminati (5ª puntata) | Eliminati (5ª puntata) | Eliminati (5ª puntata)  | Eliminati (5ª puntata)  |
| Massimiliano Rosolino e Alessandra Sensini | 3ª                 | 3ª                 | 3ª                 | 1ª                     | 1ª                     | Ritirati (5ª puntata)  | Ritirati (5ª puntata)  | Ritirati (5ª puntata)  | Ritirati (5ª puntata)  | Ritirati (5ª puntata)  | Ritirati (5ª puntata)  | Ritirati (5ª puntata)  | Ritirati (5ª puntata)  | Ritirati (5ª puntata)  | Ritirati (5ª puntata)   | Ritirati (5ª puntata)   |
| Alessio Sakara e Stefano Venturini         | 2ª                 | 2ª                 | 2ª                 | Immunità               | 7ª                     | Eliminati (4ª puntata) | Eliminati (4ª puntata) | Eliminati (4ª puntata) | Eliminati (4ª puntata) | Eliminati (4ª puntata) | Eliminati (4ª puntata) | Eliminati (4ª puntata) | Eliminati (4ª puntata) | Eliminati (4ª puntata) | Eliminati (4ª puntata)  | Eliminati (4ª puntata)  |
| Micol Olivieri e Niccolò Centioni          | 7ª                 | Bandiera nera      | 7ª                 | Eliminati (2ª puntata) | Eliminati (2ª puntata) | Eliminati (2ª puntata) | Eliminati (2ª puntata) | Eliminati (2ª puntata) | Eliminati (2ª puntata) | Eliminati (2ª puntata) | Eliminati (2ª puntata) | Eliminati (2ª puntata) | Eliminati (2ª puntata) | Eliminati (2ª puntata) | Eliminati (2ª puntata)  | Eliminati (2ª puntata)  |

## Prove immunità/vantaggio
I vincitori della prova immunità sono automaticamente ammessi alla puntata successiva, ottengono un bonus e assegnano l'handicap.
Dalla settima puntata la prova immunità è diventata prova vantaggio.
- Coppia vincitrice dell'immunità/del vantaggio

| Puntata | Tappa                          | 1ª coppia       | 2ª coppia      | 3ª coppia       | 4ª coppia  |
| ------- | ------------------------------ | --------------- | -------------- | --------------- | ---------- |
| 1       | Hạ Long (Baia di Ha Long)      | Gli amici       | Padre e figlio | Marchesa e m.mo | -          |
| 2       | Huế (Piazza Ngọ Môn)           | Gli amici       | I fidanzati    | -               | -          |
| 3       | Buôn Ma Thuột (Coffee Village) | Gli olimpionici | Gli amici      | I laureati      | -          |
| 4       | Bảo Lộc (Cascate di ĐamB'ri)   | Gli olimpionici | Le modelle     | Padre e figlio  | -          |
| 5       | Siem Reap (Bayon Temple)       | Padre e figlio  | Le modelle     | I figli di      | -          |
| 6       | Kouk Char (Villaggio)          | I laureati      | Padre e figlio | -               | -          |
| 7       | Vang Vieng (Fiume Nam Song)    | I laureati      | Le modelle     | Gli sportivi    | I figli di |
| 8       | Chaleunsouk (Villaggio)        | I laureati      | Le modelle     | -               | -          |
| 9       | Si Sachanalai                  | I laureati      | Le modelle     | -               | -          |
| 10      | Bangkok (Stazione)             | Le modelle      | Gli sportivi   | -               | -          |

## Handicap
In ogni puntata la coppia vincitrice della prova immunità o della prova vantaggio decide la coppia o le coppie che avranno un handicap che complicherà il loro viaggio verso la meta.
| Puntata | Handicap                                                                                         | Coppia/e     |
| ------- | ------------------------------------------------------------------------------------------------ | ------------ |
| 1       | Portare una cesta con quattro pesci avariati al traguardo                                        | I laureati   |
| 2       | Consegna della bandiera nera                                                                     | Gli attori   |
| 3       | Accompagnare una sposa al traguardo di tappa                                                     | I figli di   |
| 4       | Percorrere almeno 15 km a piedi entro il traguardo finale                                        | I fidanzati  |
| 5       | Vampirizzazione                                                                                  | I fidanzati  |
| 6       | Consegna della bandiera rosa e della maialina Angelina                                           | I figli di   |
| 7       | Avere gli zaini legati e nuova composizione delle coppie da mantenere fino a 15 km dal traguardo | Tutte        |
| 8       | Riconoscere otto immagini di attrazioni o persone incontrate lungo il viaggio di Pechino Express | Tutte        |
| 9       | Vantaggio di 15 minuti rispetto a tutti gli altri concorrenti                                    | Le modelle   |
| 10      | Ritardo di 5 minuti rispetto ai vincitori della prova                                            | Gli sportivi |

## Puntate

### 1ª tappa (Hà Nội → Vinh)
La prima puntata è andata in onda in prima visione l'8 settembre 2013 nella fascia di prime time su Rai 2.

#### Missioni

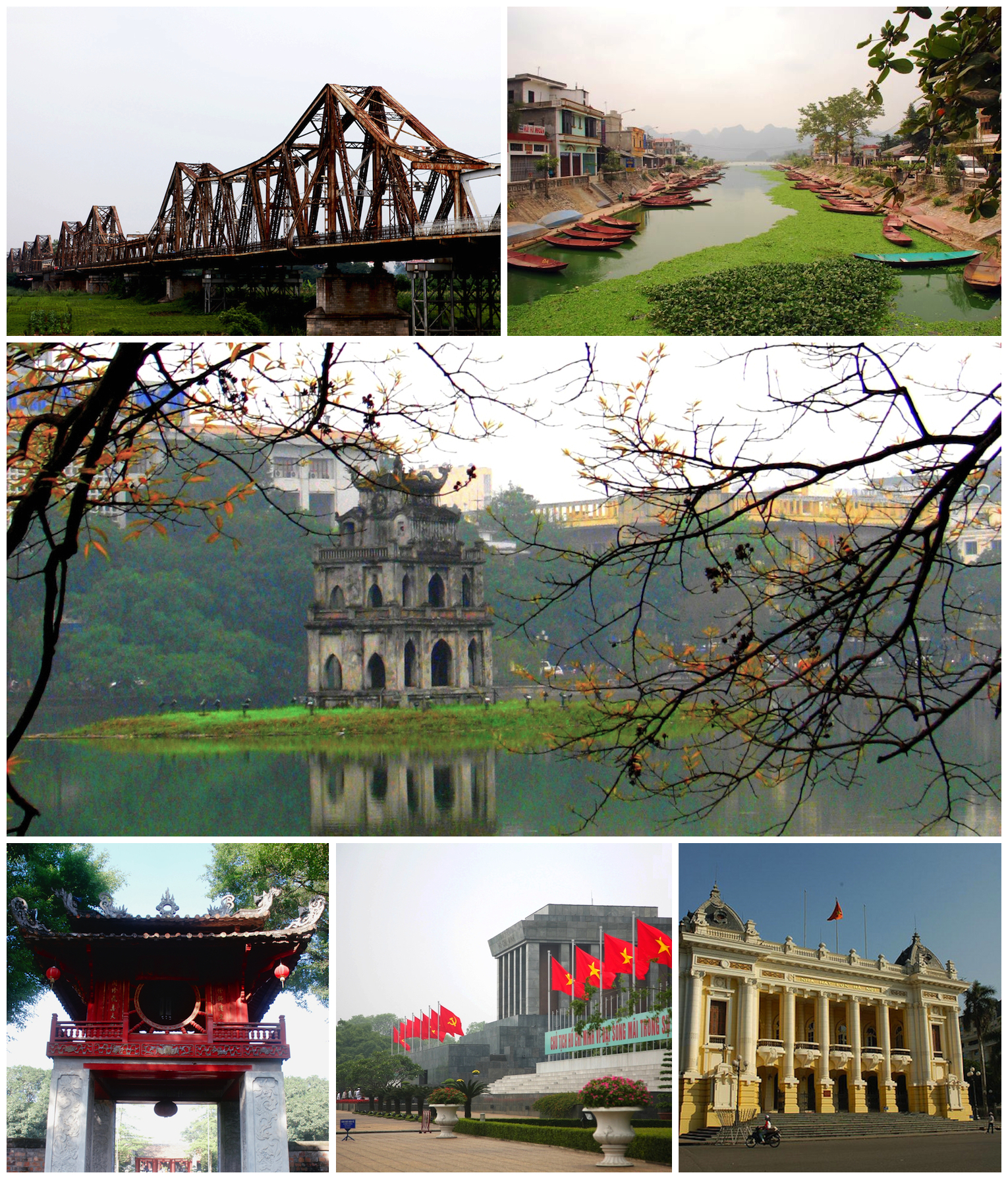
Hanoi, città di partenza della seconda edizione

- Missione iniziale: i concorrenti, arrivati ad Hanoi, si sono addentrati nella parte antica della città, notoriamente piena di botteghe, per cercare il loro kit di sopravvivenza, ovvero il denaro e la mappa. Ogni coppia è dovuta andare in una bottega specifica, il cui indirizzo è stato consegnato ai concorrenti dal conduttore prima di partire per mezzo di un tradizionale biglietto da visita. Una volta trovato il kit i concorrenti hanno potuto proseguire il viaggio verso Hạ Long; una volta giunti in questa città sono dovuti salire su una piccola imbarcazione e hanno remato fino ad un vascello che mostrava le insegne di Pechino Express. A bordo hanno firmato il libro rosso, simbolo del traguardo intermedio; i primi tre classificati hanno avuto il diritto di sfidarsi nella prova immunità.
- Seconda missione: prima di arrivare al traguardo finale, le coppie si sono dovute fermare a Nam Dinh. Qui hanno raggiunto il mercato e hanno dovuto prelevare dieci uova da trasportare in bicicletta fino al traguardo della missione; ad un'altra bancarella hanno caricato sui loro mezzi a pedali dieci taniche vuote legate come sono soliti fare i vietnamiti. Al termine del percorso sono state controllate le uova completamente intatte e, per ogni uovo rotto, la coppia ha dovuto scontare un minuto di penalità; a questo punto i concorrenti hanno ricevuto le istruzioni per raggiungere Vinh.

#### Prova immunità
Le prime tre coppie arrivate al vascello nella baia di Ha Long hanno avuto un'ora di tempo per svolgere i seguenti compiti: pescare dei pesci da tre vasche per mezzo di retini, caricare il pescato su una barca che li ha portati al mercato e cercare di guadagnare più soldi possibile dalla vendita del pesce. I concorrenti hanno dovuto stabilire un prezzo di vendita al chilo, pur essendo all'oscuro della tariffa applicata solitamente; infine le coppie hanno dovuto trovare il presentatore del reality show tra la folla del mercato e consegnargli la busta con i soldi guadagnati.
La coppia che ha ricavato la maggior somma in denaro si è qualificata direttamente alla tappa successiva e il benefit ottenuto è consistito nel poter usufruire di una tipica cena vietnamita in un ristorante e una gita in barca presso le grotte di Ninh Bình. I vincitori hanno inoltre assegnato l'handicap di trasportare fino al traguardo di Vinh una cesta con quattro pesci avariati.

### 2ª tappa (Đồng Hới → Plei Kân)
La seconda puntata è andata in onda in prima visione il 9 settembre 2013 nella fascia di prime time su Rai 2.

#### Missioni
- Missione iniziale: dopo aver potuto ascoltare l'esibizione canora del giovane coro di Dong Hoi, le coppie hanno dovuto cercare nella cittadina dei fogli che riportassero il testo della canzone Vietnamita più famosa, intitolata Vietnam Ho Chi Minh, e imparare a memoria le parole al fine di riprodurre la canzone accompagnati alla chitarra dal maestro di musica Li. La prestazione delle coppie è stata giudicata dal maestro e dal presentatore e, nel caso in cui fosse risultata insufficiente, i concorrenti sono stati obbligati a tornare a studiare la canzone e a ripresentarsi successivamente all'esame. Una volta promossi, i concorrenti hanno ricevuto l'indirizzo della successiva destinazione: ponte di Hien Luong. In questo punto è stato posizionato il libro rosso delle firme e la prima coppia in grado di raggiungere questa località ha avuto il diritto di partecipazione alla prova immunità ed è stata ospitata da una famiglia di veterani della guerra del Vietnam per il resto della giornata. Questi signori hanno fatto visitare i tunnel di Vinh Moc, nascondigli dell'esericito Vietnamita, e le trincee sul campo di combattimento oltre ad offrire la cena in casa loro.

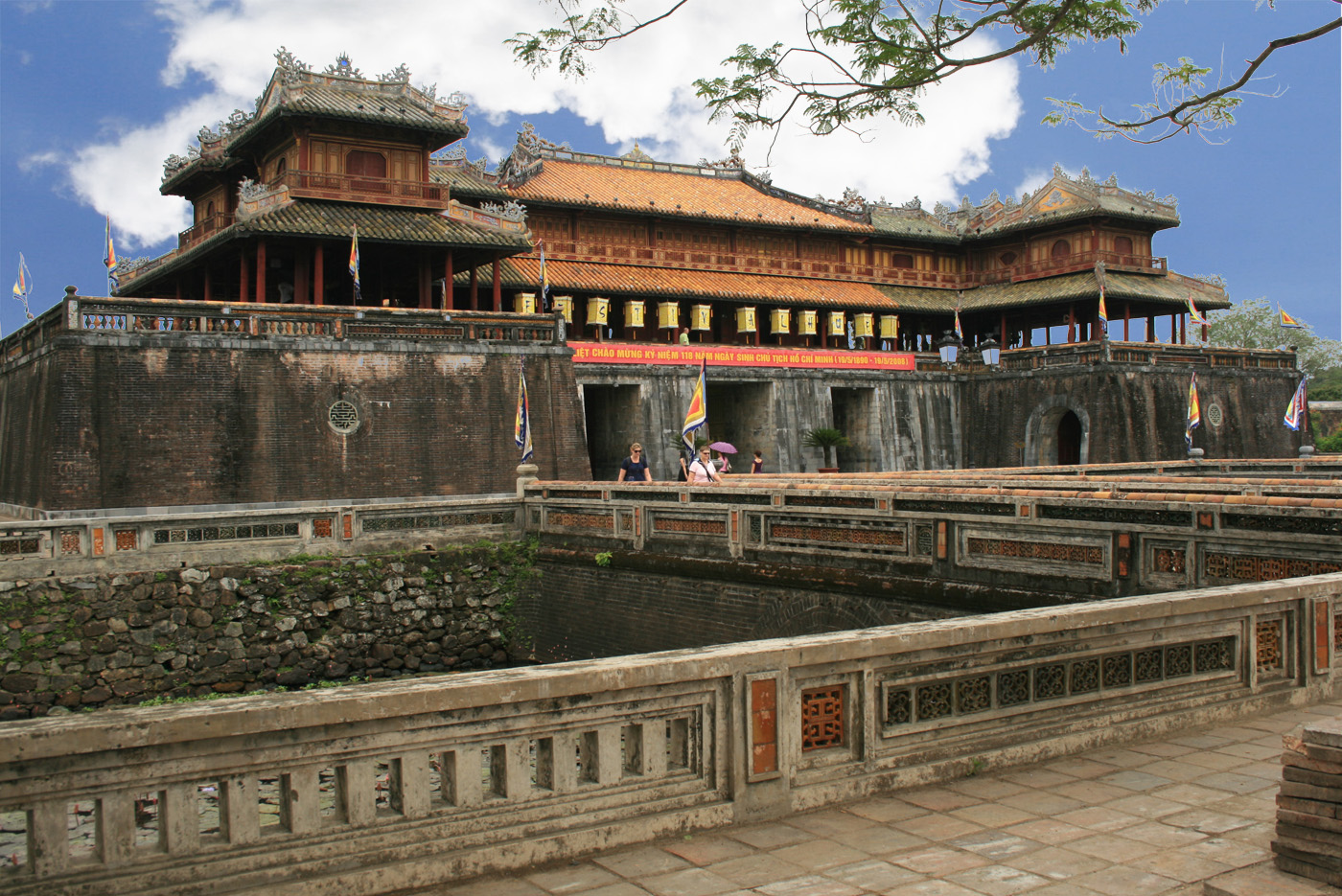
La cittadella imperiale di Hué è stata il traguardo intermedio della seconda tappa.

- Seconda missione: le coppie hanno dovuto trovare lungo la strada che li ha portati a Huế, traguardo intermedio di tappa, una persona con il cognome Nguyen, il più diffuso in tutta la Nazione, e portarla fino alla cittadella imperiale dove è stato controllato il suo documento d'identità.
- Terza missione: i concorrenti hanno dovuto notare lungo la strada che li portava al traguardo finale una bandiera di Pechino Express quale simbolo dell'ultima missione della tappa. In questo villaggio comunitario i concorrenti hanno dovuto raccogliere il riso in un appezzamento di 40 metri quadrati. Dopo aver imparato la tecnica mostrata loro da una contadina, lo hanno caricato su un carretto e trasportato fino alla casa del popolo; in questo luogo, per festeggiare il raccolto, hanno lanciato dei comuni dadi a sei facce e, in base al numero ottenuto, hanno dovuto bere un corrispettivo numero di bicchierini di choum che è della grappa di riso.

#### Prova immunità
Solo due coppie hanno potuto affrontare questa prova immunità, la prima si è garantita il posto anticipando tutte le altre coppie presso il ponte Hien Luong mentre la seconda ha potuto partecipare essendo arrivata per prima alla città di Huế. Lo svolgimento della prova è una rievocazione della battaglia tenutasi duecento anni prima tra l'esercito dell'imperatore e i dissidenti che insorsero. Ogni coppia ha dovuto abbattere con delle munizioni caricate in una fionda di grandi dimensioni tutte le sagome raffiguranti gli insorti cercando di concludere il compito prima dell'altra coppia concorrente. Le cartucce sono state prelevate da una cesta piena di paglia posta al termine di un percorso a ostacoli; i componenti di ogni coppia si sono alternati nel recuperare munizioni e nello spararle ma hanno dovuto rispettare il limite massimo di due cartucce recuperabili ad ogni tragitto.
La coppia vincitrice si è garantita l'accesso alla tappa successiva ed inoltre ha potuto raggiungere le spiagge di Đà Nẵng, le più belle del Vietnam; successivamente ha trascorso la serata in una suite di un albergo a cinque stelle che ha offerto loro la cena. La mattina seguente gli immuni hanno dovuto assegnare l'handicap ad una coppia ed è consistito nel consegnare la bandiera nera.

### 3ª tappa (Kon Tum → Đà Lạt)
La terza puntata è andata in onda in prima visione il 16 settembre 2013 nella fascia di prime time su Rai 2. Ha visto l'ingresso di Giovanni e Costantino Teodori, i figli della cantante Gigliola Cinquetti; sono stati denominati I figli di.

#### Missioni
- Missione iniziale: a Kon Tum i concorrenti si sono cimentati nell'utilizzo della balestra, arma utilizzata da secoli dai cacciatori Bahnar. Una volta scelto che componente della coppia avesse dovuto utilizzare l'attrezzo e quale avesse dovuto cercare i dardi nascosti nel villaggio, la missione è consistita nel colpire per tre volte con la balestra dei bersagli con le immagini delle coppie in gara. Il concorrente alla ricerca delle frecce ne ha potuta portare una sola per ogni tragitto al suo compagno e una sola balestra è stata messa a disposizione dei partecipanti. Ogni coppia ha deciso in che direzione indirizzare il colpo, consapevole che alla coppia maggiormente colpita sarebbe stata assegnata una piccola penalità. Messi a segno i colpi i concorrenti hanno ricevuto le indicazioni per il traguardo intermedio e hanno potuto scegliere tra due pick-up, due trattori, due carri trainati da buoi e due coppie di biciclette per effettuare il trasferimento fino al ponte di ferro che attraversa il fiume. Le coppie sono state successivamente informate per mezzo della radiolina personale riguardo alla penalità da scontare che è consistita nel comprare un souvenir di gusto del presentatore e portarlo al traguardo intermedio.

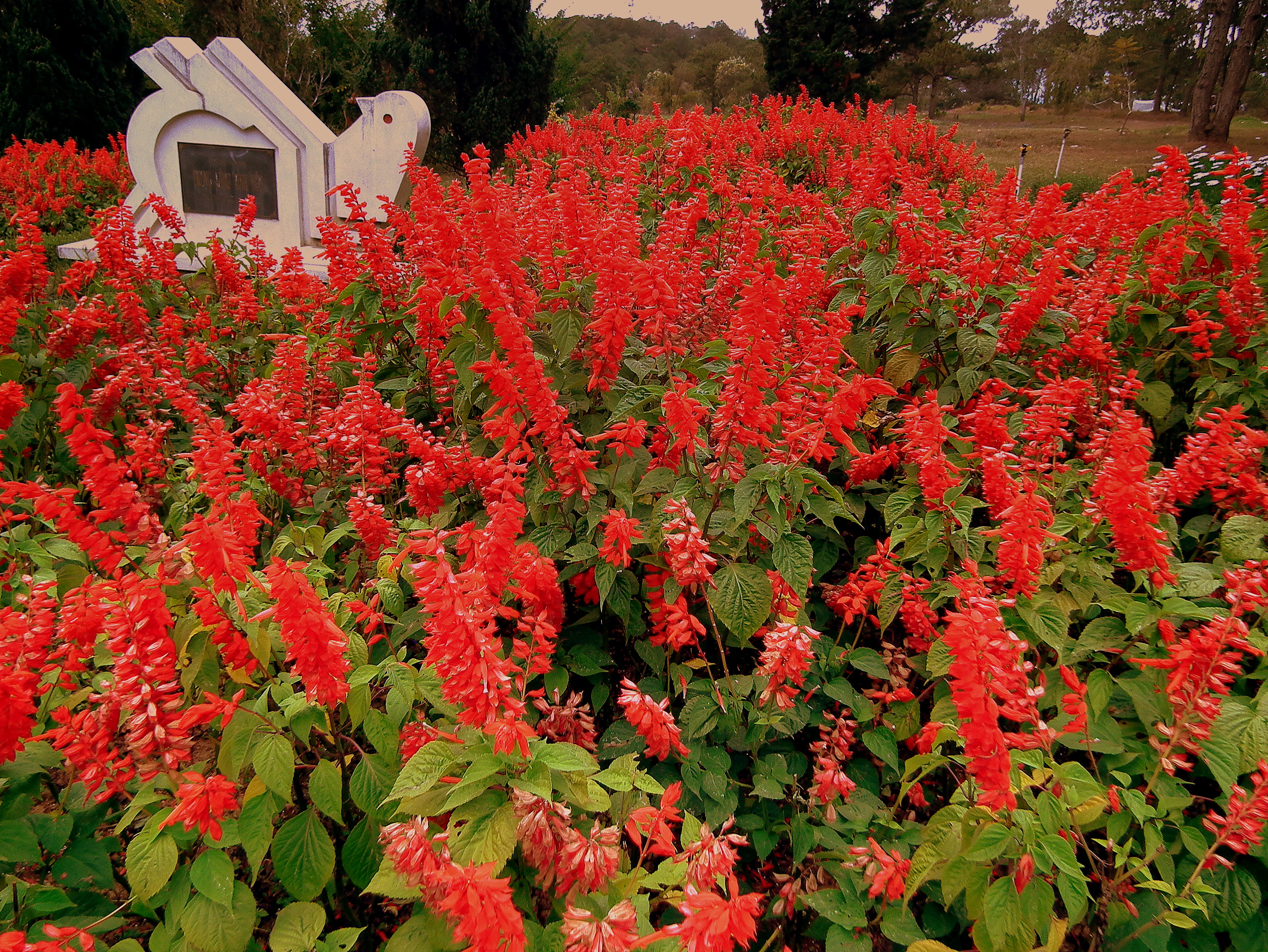
Particolare della Valle dell'amore di Da Lat., traguardo finale di questa tappa.

- Seconda missione: arrivati a Da Lat i concorrenti hanno dovuto trovare un negozio segnalato dalla bandiera di Pechino Express; qui un concorrente per coppia ha dovuto scegliere un abito dello stile utilizzato dalle tribù locali e, vestitolo, ha dovuto convincere una persona tra i presenti nella Valle dell'amore a vestirsi in egual modo e a scattare una foto in sua compagnia come usano fare le coppie di sposi vietnamiti che si recano in questo luogo. Le coppie hanno dunque dovuto portare al traguardo finale la foto appena scattata per mezzo della macchina fotografica consegnata loro al traguardo intermedio.
- Automarcia: per la prima volta è stata introdotta questa penalità, ovvero un'auto messa a disposizione dalla produzione all'insaputa dei concorrenti per penalizzarli.

#### Prova immunità
Le prime tre coppie giunte al Coffee Village di Buôn Ma Thuột hanno avuto il diritto di partecipare alla prova immunità; ad ogni coppia di concorrenti sono stati forniti tre sacchi da riempire di chicchi di caffè per un totale di circa quaranta chili, ovvero il quantitativo complessivo di caffè richiesto dalle tre famiglie da rifornire. Questa operazione è stata effettuata senza bilancia e, nel caso in cui la richiesta di caffè non fosse stata soddisfatta, le coppie si sarebbero dovute recare alla partenza della prova per caricare dell'altro quantitativo. Il trasporto dei sacchi è stato effettuato per mezzo di un bilanciere vietnamita e una bicicletta; una volta raggiunta l'abitazione da rifornire, le coppie hanno dovuto pesare su una bilancia un quantitativo pari a quello richiesto, consegnarlo, e bere una tazza di caffè ciascuno. Svolto questo compito per tutte e tre le abitazioni, le coppie sono dovute tornare alla partenza con il caffè eventualmente rimasto nei loro sacchi e farlo pesare al presentatore; per ogni chilogrammo di caffè avanzato, alla coppia è stato assegnato un minuto di penalità.
I concorrenti in grado di completare la missione più velocemente hanno vinto la prova e si sono garantiti l'accesso alla tappa successiva. Inoltre hanno avuto la possibilità di gustare il caffè Chon, il più costoso del mondo del valore di circa 100 euro, e trascorrere la notte e il giorno seguente in uno degli alberghi più belli di Da Lat. Hanno infine assegnato ad una coppia l'handicap di accompagnare fino al traguardo finale della Valle dell'amore una giovane sposa, Miss Kim.
Il caffè Chon è ottenuto dagli escrementi delle donnole dopo che si sono nutrite di chicchi di caffè pregiati; il risultato è tale per opera dei particolari enzimi digestivi.

### 4ª tappa (Đà Lạt → Hồ Chí Minh)
La quarta puntata è andata in onda in prima visione il 23 settembre 2013 nella fascia di prime time su Rai 2.

#### Missioni
- Missione iniziale: presso il lago Xuan Huong sono stati messi a disposizione delle coppie quattro camioncini; uno solo di essi era privo di benzina mentre gli altri tre avevano rispettivamente sette litri, cinque litri e tre litri di carburante nel serbatoio. Visto che ogni camioncino poteva ospitare quattro persone, sono state formate, secondo le preferenze dei concorrenti, quattro squadre, ognuna composta da due coppie. Una volta assegnato casualmente un mezzo di trasporto ad ogni squadra, è iniziata un'asta per aggiudicarsi delle taniche di benzina atte a rifornire il camioncino una volta esaurito il carburante. Delle quattro taniche presenti, una conteneva tre litri di benzina, un'altra due litri, una un litro e una era vuota. Per effettuare l'asta sono stati consegnati sei euro a coppia, dunque dodici euro a squadra (pari a 300 000 dong, valuta vietnamita) per puntare o rilanciare. Terminato il carburante nel camioncino e quello extra del rifornimento, le coppie sono scese dai mezzi ed hanno continuato in autostop il tragitto verso il traguardo intermedio.

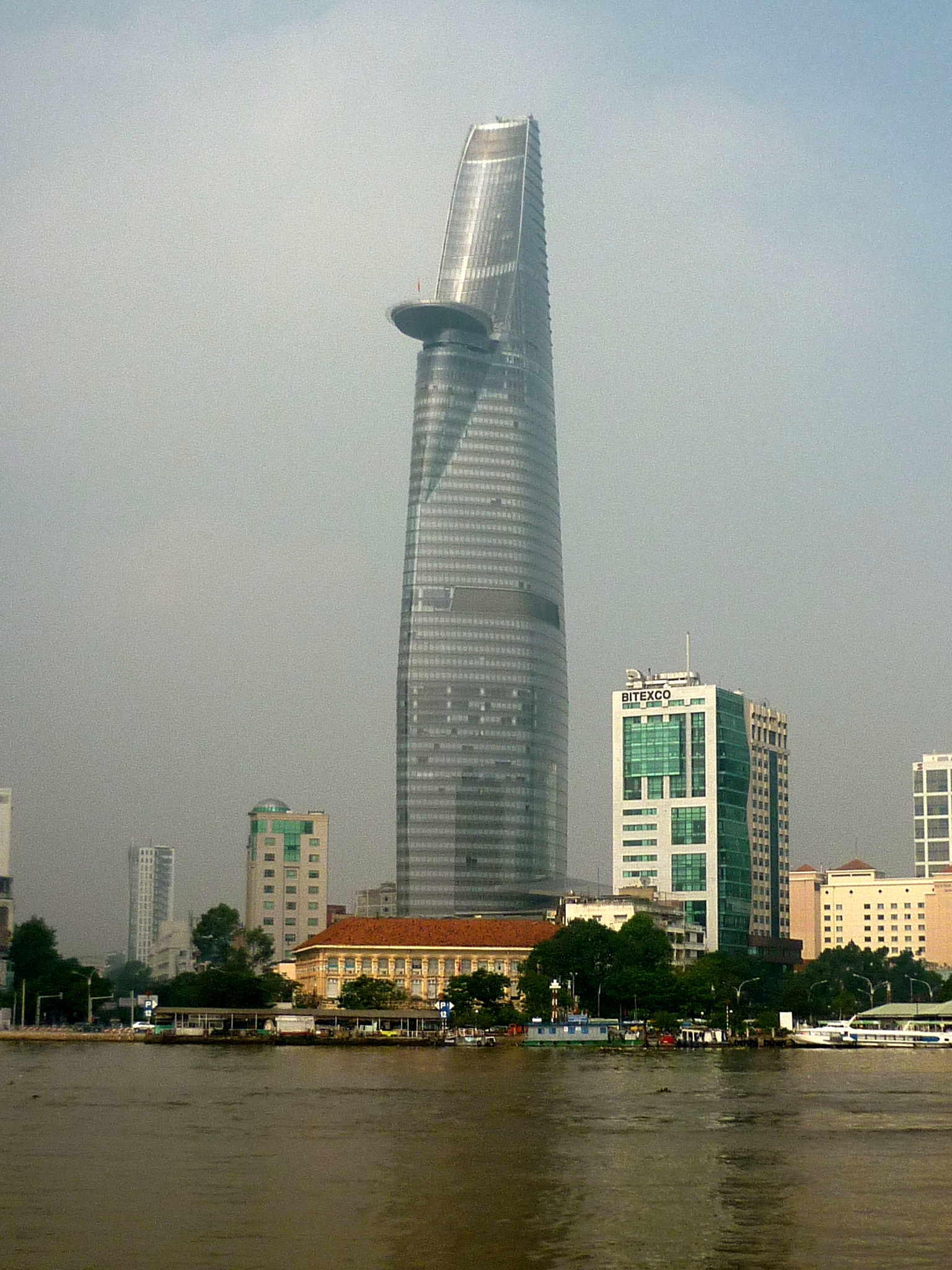
La Bitexco Financial Tower, luogo da raggiungere per proseguire verso il traguardo finale.

- Seconda missione: una volta giunti ad Ho Chi Minh i concorrenti hanno dovuto trovare diverse indicazioni e dovuto svolgere brevi missioni allo scopo di trovare l'indizio finale che li avrebbe condotti al traguardo di tappa. Il primo indizio è stato il seguente: andare sul punto più alto della città. I concorrenti hanno dunque dovuto raggiungere l'ultimo piano della Bitexco Financial Tower, grattacielo alto oltre 250 metri, e scovare il secondo indizio; quest'ultimo è consistito nel vedere un filmato in riproduzione su un tablet in mano ad una ragazza vietnamita presente in cima alla torre. L'indicazione emersa dal video è stata quella di recarsi ad un mercato tradizionale, il Binh Tay Market; arrivati alla bancarella di Miss Hut, i concorrenti hanno dovuto assaggiare il frutto più strano dell'Asia: il durian. Mangiato il durian, le coppie hanno ricevuto una valigetta contenente una macchina fotografica, una immagine raffigurante un monumento storico della città e quattordici cappellini rossi sui quali era presente una lettera della frase Goodbye Vietnam. I diversi monumenti raffigurati erano tre (l'Opera House, la basilica di Notre-Dame e il municipio della città) e praticamente equidistanti dal mercato. Svolta la missione i concorrenti si sono dovuti recare al Palazzo della Riunificazione, sede del traguardo della quarta tappa.

#### Prova immunità
A questa prova immunità hanno partecipato le prime tre coppie giunte al traguardo intermedio posto presso la pagoda di Bon Loc, all'interno del Dambri Natural Park; la prova si è invece tenuta alle cascate di Dambri. Ogni coppia ha dovuto decidere quale componente avesse dovuto ricoprire il ruolo di esploratore e quale di cercatore d'oro. Gli esploratori hanno dovuto risalire il torrente e raggiungere una griglia fatta di canne di bambù alla quale erano state appese diverse chiavi; recuperata una sola di queste per ogni tragitto, hanno dovuto portarla al proprio cercatore che ha aperto l'unico lucchetto corrispondente alla chiave in possesso. Liberatosi del vincolo il cercatore ha dovuto portare il contenuto della cassa appena aperta su di una bilancia avente su un piatto una statua di Buddha del peso di dieci chilogrammi. Non tutte le casse hanno presentato lo stesso contenuto infatti alcune sono risultate vuote mentre nelle restanti erano state posizionate pepite d'oro dal peso differente.
La prima coppia in grado di far sollevare il piatto contenente il Buddha si è aggiudicata l'immunità e si è qualificata immediatamente per la tappa successiva. Ha inoltre potuto usufruire del seguente bonus: trascorrere la serata ospite della più famosa celebrità del Vietnam, la cantante e attrice Doan Trang. Chocolate, questo è il soprannome della cantante, ha portato i vincitori della prova immunità in uno skybar del quartiere Pham Ngu Lao. Hanno infine assegnato l'handicap ad una coppia avversaria la quale ha dovuto percorrere almeno quindici chilometri a piedi nel tragitto verso il traguardo finale; la distanza è stata controllata per mezzo di un contapassi.

### 5ª tappa (Phnom Penh → Phnom Santuk)
La quinta puntata è andata in onda in prima visione il 30 settembre 2013 nella fascia di prime time su Rai 2.

#### Missioni

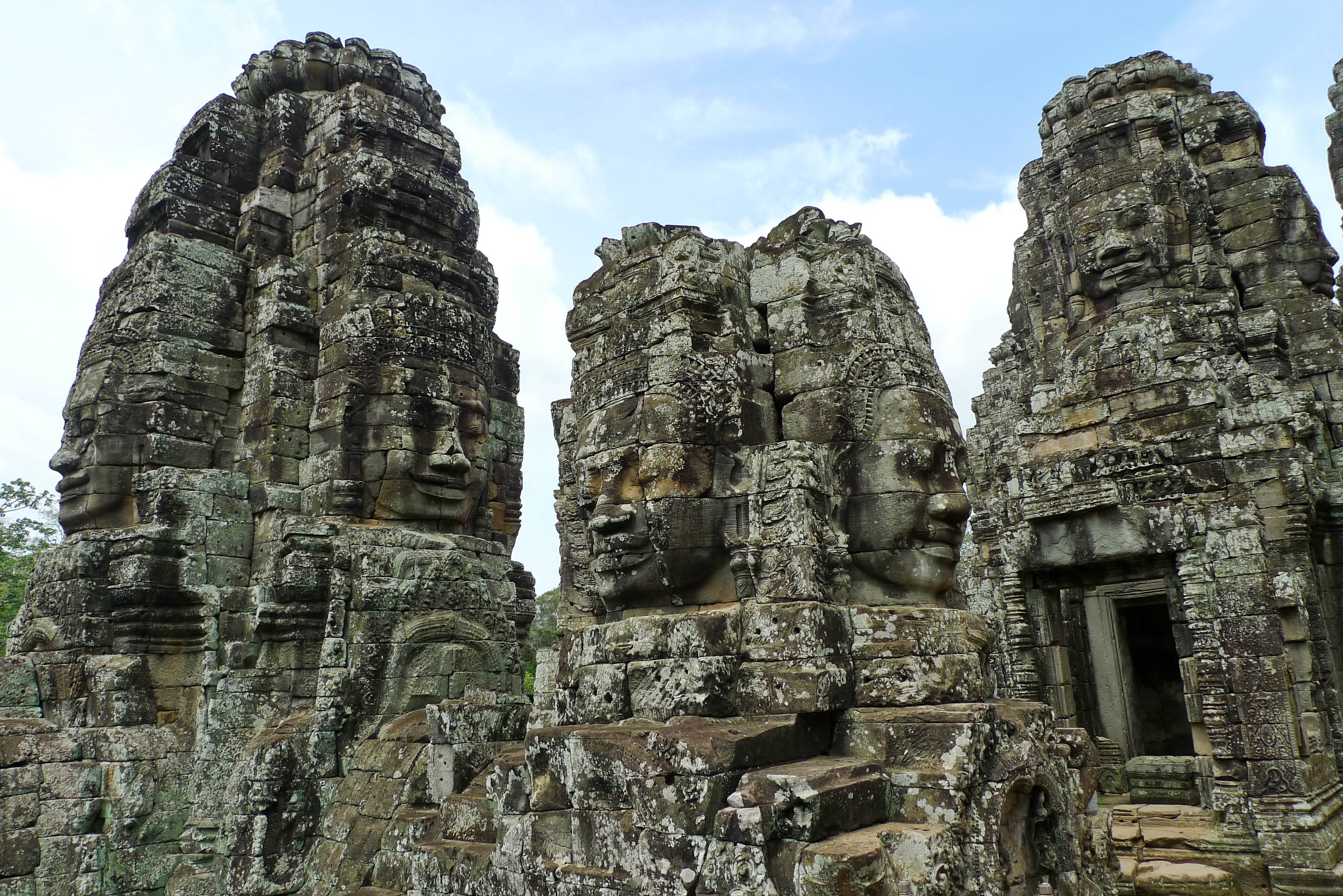
Il tempio di Bayon, sede della quinta prova immunità.

- Missione iniziale: le coppie dopo il trasferimento verso Phnom Penh sono ripartite dal Wat Phnom, il tempio buddhista più sacro della città dove hanno dovuto svolgere una missione di generosità. È stato fornito un sacco per ogni coppia all'interno del quale i concorrenti hanno dovuto mettere più oggetti o vestiti possibili tra quelli contenuti nei loro zaini; tutto questo è stato devoluto come offerta ai monaci del tempio. Terminati i cinque minuti di tempo a disposizione dei concorrenti per riempire il sacco, si è proceduto con la pesa delle offerte; la coppia che ha donato il sacco più pesante ha avuto il vantaggio di poter partire immediatamente per la destinazione successiva: il villaggio di Kampong Luong. Solo la prima coppia arrivata in questo luogo si è potuta immediatamente qualificare per la prova immunità ed è stata ospitata per la notte da una famiglia di pescatori residenti nel villaggio galleggiante Chong Kneas; inoltre ha attraversato in barca il lago Tonle Sap e ha potuto svolgere una visita esclusiva al sito archeologico di Angkor. Tutte le altre coppie hanno dovuto invece scontare una penalità consistita nel prelevare una cesta contenente le istruzioni da seguire; solo dopo aver comprato le offerte per i monaci di Siem Reap, grazie ai soldi extra forniti loro dalla produzione, hanno potuto proseguire verso Kampong Luong.
- Seconda missione: lungo la strada verso il traguardo finale di Phnom Santuk le coppie hanno dovuto recapitare la posta ad alcuni abitanti di un villaggio galleggiante. Appena ripartiti dal traguardo intermedio i concorrenti hanno infatti scelto un pacco al quale era stata allegata una fotografia della casa da raggiungere e che riportava il nome del destinatario. Raggiunto il molo le coppie sono dovute salire su una piccola imbarcazione a motore e hanno dovuto riconoscere l'abitazione raffigurata nell'immagine in loro possesso; attraccati nei pressi della casa hanno dunque recapitato il pacco e hanno potuto così avere in cambio le indicazioni del traguardo finale. Tutte le coppie tranne quella vampirizzata hanno ricevuto inoltre un amuleto; ai concorrenti ai quali è stato assegnato l'handicap è stata invece consegnata una cesta con cinque clessidre della durata di quindici minuti. Per non retrocedere di una posizione una volta giunti al traguardo, i concorrenti vampirizzati hanno dovuto recuperare almeno tre amuleti e in cambio del ciondolo hanno consegnato una clessidra, simbolo del tempo di attesa imposto alla coppia privata dell'amuleto.

#### Prova immunità
Oltre alla prima coppia giunta a Kompong Luong, anche i primi e i secondi classificati al traguardo intermedio posto alla Wat Bo Pagoda di Siem Reap hanno ottenuto il diritto di partecipazione alla prova immunità. Questa si è svolta nei pressi del tempio Bayon all'interno del sito archeologico di Angkor; le coppie hanno dovuto comporre un puzzle tridimensionale di ventuno pezzi raffigurante un tempio di Angkor e uno dei cinquantasei volti di pietra caratteristici delle rovine di Bayon. Un solo componente della coppia ha potuto ricostruire la scultura in quanto il proprio compagno ha dovuto sostenere per mezzo di una fune la cupola del tempio. La prova è stata vinta dalla coppia in grado di completare il puzzle e di posizionare la cupola sulla sommità nel minor tempo.
I vincitori oltre ad aver ottenuto l'immunità hanno usufruito del seguente bonus: dopo aver portato alla Wat Bo Pagoda le offerte comprate dai concorrenti meno generosi durante la prima missione, hanno trascorso il resto della giornata all'interno del monastero. All'alba del mattino seguente hanno accompagnato i monaci in città aiutandoli nel chiedere offerte per il tempio alla gente del luogo. Infine hanno scritto su un foglio il nome della coppia a cui assegnare l'handicap della vampirizzazione.

### 6ª tappa (Phnom Santuk → Stung Treng)
La sesta puntata è andata in onda in prima visione il 14 ottobre 2013 nella fascia di prime time su Rai 2.

#### Missioni
- Missione iniziale: ai piedi della collina di Phnom Santuk le sei coppie rimaste in gara hanno svolto la prima missione divise in due squadre; la suddivisione è stata operata dalla coppia vincitrice della tappa precedente. I concorrenti hanno dovuto assaggiare l'aperitivo Khmer, composto da un bicchierino di grappa di serpente e una tarantola fritta. Le due squadre si sono sfidate in contemporanea e solo un componente per volta ha potuto mangiare; ogni componente della squadra ha dovuto aspettare che colui che lo precedeva avesse finito completamente di mangiare, prima di poter iniziare ad assaggiare l'aperitivo. Solo un componente per squadra ha potuto decidere di non mangiare la tarantola fritta, ma al suo posto ha dovuto cibarsene un suo compagno. La prima squadra a terminare la prova si è aggiudicata la missione e il bonus di poter usufruire di un passaggio gratuito su un camion per un tragitto di 10 km; la squadra sconfitta ha invece cominciato la tappa in autostop e tutti i componenti sono stati costretti a salire sullo stesso mezzo di trasporto per il primo tragitto.
- Seconda missione: una volta arrivate a Santuk, le due squadre si sono sciolte e si sono ricomposte le coppie originarie; in questa cittadina hanno trovato una bandiera di Pechino Express nei pressi della quale sono stati posizionati alcuni contenitori contrassegnati dall'immagine di uno scarafaggio, una tarantola, o un grillo. Ogni coppia ha scelto un contenitore che, come da indicazioni, ha dovuto riempire con l'insetto corrispondente, dopo aver raggiunto la bancarella segnalata da una bandiera di Pechino Express presso il mercato di Kampong Cham.

#### Prova immunità
Le prime due coppie hanno dovuto cucinare per 33 abitanti del villaggio due tipici piatti italiani, l'amatriciana e la carbonara, le cui ricette sono state illustrate in un video di 30" dalla conduttrice di Detto fatto Caterina Balivo. Gli abitanti hanno poi votato il loro piatto preferito, decretando la coppia vincente.
I vincitori di questa tappa come bonus hanno vinto una gita in barca sul Mekong per scoprire le sue bellezze naturali come i delfini del fiume che sono una specie a rischio di estinzione e hanno assegnato l'handicap che è consistito nel portare una maialina fino al traguardo a dieci chilometri dal traguardo finale della tappa e di sostarvi per dieci minuti per nutrila (il tutto quasi con le stesse regole della bandiera nera, ma senza la perdita di una posizione).

### 7ª tappa (Vientiane → Luang Prabang)
La settima puntata è andata in onda in prima visione il 16 ottobre 2013 nella fascia di prime time su Rai 2.

#### Missioni
- Missione iniziale: i viaggiatori all'interno del Tempio di That Luang dovevano trovare un monaco indicato dalla foto che hanno ricevuto e prendere l'incenso sacro che il religioso ha dato loro per poi regalarglielo ad una famiglia che li ospitava durante la notte con un tablet contenente i saluti di uno degli amici o parenti della coppia, inoltre per proseguire la gara essi dovevano percorrere almeno cinque chilometri a piedi registrati grazie all'aiuto di un contapassi, poi, una volta trovata una bandiera di Pechino Express, le coppie hanno dovuto montare delle biciclette e percorrere 15 chilometri fino al ponte di Vang Vieng in bicicletta fino al traguardo intermedio della prova vantaggio ove ad un certo punto in vista di una seconda bandiera di Pechino Express posta lungo il percorso si sono dovuti fermare per una breve sosta che poteva consistere in un bonus come 10 minuti di massaggi, una lezione di danza locale ecc. per poi ripartire verso il traguardo della prova vantaggio alla quale hanno partecipato le prime quattro coppie arrivate per prime.

#### Prova vantaggio
La prova vantaggio, è consistita in due manche ove nella prima le quattro coppie si sono divise in due squadre: Blu e Rossa.
Nella prima manche, le coppie dovevano trasportare dei sacchi di riso in equilibrio su delle canne di bambù ove passavano alla manche successiva le tre coppie che avevano trasportato più sacchi di riso.
Nella seconda manche, le tre coppie finaliste dovevano farsi rifornire dagli avversari del riso con delle bilance cercando di mantenere in equilibrio il compagno ove vinceva la coppia che rimaneva in piedi senza far cadere il riso.
La coppia vincitrice della prova vantaggio, ha potuto guadagnare una posizione in classifica una volta arrivati al traguardo di tappa, inoltre, le coppie originarie sono state mescolate dando vita a queste coppie:
- Massimiliano Rosolino e Laura Caratelli;
- Francesca Fioretti e Daniel Moreno Mendoza;
- Marco Maddaloni e Ariadna Romero;
- Massimo Ciavarro e la Marchesa Daniela del Secco D'Aragona;
- Costantino Teodori e Paolo Ciavarro;
- Giovanni Teodori e Gregory.
A tutti gli zaini delle nuove coppie è stata legata una catena chiusa da un lucchetto e potevano ricomporsi con il compagno originario solo a 15 km dal traguardo finale slegando la catena con una chiave ed aspettando egli prima di proseguire verso il traguardo di tappa che era la cima del monte Whomsi percorrendo 628 scalini.

### 8ª tappa (Luang Prabang → Houay Xai)
L'ottava puntata è andata in onda in prima visione il 23 ottobre 2013 nella fascia di prime time su Rai 2.

#### Missioni
- Missione iniziale: i viaggiatori all'interno del villaggio dovevano trovare un uomo con una valigia indicato dalla mappa e dalla chiave ricevuta e prendere il regalo (un oggetto tipico riconducibile alle tradizioni italiane come la lupa di Roma ad esempio) da barattare nel mercato locale con un oggetto dello stesso valore. Se il prodotto non avesse raggiunto lo stesso valore, valutato dal commerciante Mr. Pan, i concorrenti cercheranno di fare un altro baratto. Finito ciò, i concorrenti proseguono il tragitto verso la tappa della prova vantaggio ma prima di arrivare, una volta trovata una bandiera di Pechino Express, le coppie hanno dovuto scegliere a chi lasciare un pacco da portare fino alla tappa intermedia. Il percorso è ripartito verso il traguardo della prova vantaggio alla quale hanno partecipato le prime due coppie arrivate per prime.

#### Prova vantaggio
La prova vantaggio, è consistita in una manche secca nella quale le prime due coppie si sono divise in due squadre: Blu e Gialla.
Le coppie dovevano far rimbalzare una palla di rattan su due tamburelli, alternando il passo tra i due concorrenti della squadra, attraverso un percorso ad ostacoli ove vinceva chi per prima metteva tre palline dentro il canestro.
La coppia vincitrice della prova vantaggio, ha potuto guadagnare su due coppie quindici minuti di vantaggio e su altre due trenta minuti di vantaggio. Prima di ripartire, ogni coppia ha donato una lavatrice a mano alla famiglia di diversa cultura che li aveva ospitati la sera prima.
A tutte le coppie, durante il percorso, hanno dovuto identificare otto delle immagini, luoghi e persone che hanno visto lungo il percorso ove chi sbagliava, subiva una penalità in termini di tempo. Finito di scontare la penalità, le coppie possono proseguire fino al traguardo finale di tappa.

### 9ª tappa (Chiang Mai → Ayutthaya)
La nona puntata è andata in onda in prima visione il 28 ottobre 2013 nella fascia di prime time su Rai 2.

#### Missioni
- Missione iniziale: i viaggiatori dovevano entrare in quattro classi e imparare la scrittura e la lingua thai. La prova consisteva, nel riconoscere almeno 6 delle 10 parole che dopo esser state mimate ai bambini che gli avevano insegnato come si dicevano le parole in thailandese, alla fine le coppie dovevano fare un test in cui c'era un'alunna a mimare le parole e una maestra a decidere se la parole erano giuste. Se le coppie sbagliavano, dovevano rientrare in classe, altrimenti, ricevevano un foglio con l'indirizzo della prossima tappa che era il villaggio di Ton Pao.
- Seconda missione: le coppie arrivate al villaggio di Ton Pao dovevano memorizzare le lettere associate a ciascun tipo di ombrello e ripeterle ad una ragazza thailandese che gli aveva mostrato gli ombrelli corrispondenti. Una volta superata la prova le coppie dopo aver risolto l'enigma la cui soluzione era MERCATO dovevano dirigersi verso il Mercato dei Fiori di Chiang Mai.
- Terza missione: una volta raggiunto il mercato e trovato una bancarella col logo di Pechino Express, le coppie dovevano aiutare il proprietario nella vendita dei fiori per un totale di 500 bath. Solo dopo aver completato la missione, i concorrenti hanno potuto proseguire la gara verso il tempio Wat Phrathat Doi Suthep.
- Quarta missione: i concorrenti arrivati al Wat Phrathat Doi Suthep dovevano percorrere 200 scalini con una candela accesa senza farla spegnere, altrimenti dovevano ricominciare da capo e una volta arrivati in cima, la prima coppia che è arrivata si è qualificata per la prova vantaggio, inoltre, come bonus ha avuto la possibilità di viaggiare in un camper e con dei soldi da spendere per andare a cena e fare shopping, poi, hanno assegnato alle altre coppie dei premi come un massaggio, una lezione di cucina thailandese e una lezione di muay thai.
- Quinta missione: le altre coppie rimaste in gara, per guadagnarsi il secondo posto per disputare la prova vantaggio, si sono dovute recare al mercato di Lampang e dovevano comprare quante più banane possibili con i soldi che sono stati messi a disposizione per ognuno di loro, una volta comprati mentre erano in viaggio all'avvistamento di una bandiera di Pechino Express dovevano scendere dal mezzo e pesare le banane ove chi aveva raccolto meno di 10 kg subiva tre minuti di penalità per ogni chilo mancante e la prima coppia che è arrivata al traguardo con tutta la merce si è qualificata per la prova vantaggio.
- Sesta missione: i viaggiatori una volta arrivati al tempio di Wat Phra Sri Sanphet di Ayutthaya, hanno dovuto completare un puzzle con la mappa del tempio e dovevano viaggiare a bordo di un tandem guidato da un locale dando le indicazioni in lingua thai. Una volta arrivati al tempio, poi, i concorrenti con l'ausilio di una lente d'ingrandimento hanno dovuto scoprire la collocazione esatta del traguardo di tappa sul proprio puzzle ed arrivare lì tramite il tandem.

#### Prova vantaggio
Le due coppie arrivate ai rispettivi traguardi intermedi hanno avuto la possibilità di disputare la prova vantaggio. È stata messa a disposizione di ogni coppia una grossa cesta piena di frutta e un cestino con i bordi molto bassi; una volta riempito il più possibile il cestino, un componente della coppia è dovuto passare al di sotto di alcuni ostacoli in bambù e raggiungere una serie di ceppi in legno da percorrere in equilibrio senza mettere piede a terra. Successivamente ha dovuto camminare lungo una passerella ondulante sorretta ai lati da sei elefanti pronti a rubare la frutta; infine ha dovuto superare una pozza di fango, camminare lungo un'asse di equilibrio e depositare la frutta trasportata in una cesta. Raggiunta la cesta finale ogni componente ha consegnato il cestino al proprio compagno di viaggio, pronto a completare di nuovo il percorso. I frutti eventualmente finiti a terra non sono potuti essere raccolti e il tempo previsto per questa prova è stato di quindici minuti; la coppia vincitrice è stata decretata in base al peso della cesta contenente la frutta trasportata. Per ostacolare il compito dei concorrenti, ad ogni coppia è stato assegnato un elefante pronto a sfamarsi dei frutti accumulati nella cesta finale.
La coppia vincitrice, come vantaggio ha potuto partire con 15 minuti di anticipo sugli avversari.

### 10ª tappa (Damnoen Saduak → Bangkok)
La decima puntata è andata in onda in prima visione il 4 novembre 2013 nella fascia di prime time su Rai 2.

#### Missioni
- Prima missione: le tre coppie finaliste hanno dovuto raccogliere venticinque manghi e cinque cocchi, correre al porticciolo e remare fino alla casa galleggiante indicata dal logo di Pechino Express dove hanno dovuto caricare sull'imbarcazione una signora che gli ha insegnato ad affettare e confezionare la frutta per poi venderla al mercato galleggiante di Damnoen Saduak. Solo dopo aver confezionato dieci sacchettini di plastica, le coppie hanno ricevuto le indicazioni per proseguire il percorso verso Kanchanaburi.
- Seconda missione: un componente per coppia ha dovuto bendarsi gli occhi e, guidato dal suo compagno di viaggio, ha dovuto pescare un totale di tre palline da tre differenti ceste poste nelle vicinanze di alcune tigri legate per mezzo di una catena; da un'altra cesta ha dovuto poi raccogliere un biberon al fine di allattare un cucciolo di tigre. Una volta consegnate le palline al presentatore, le coppie sono venute a conoscenza dei chilometri bonus da effettuare come passeggeri a bordo di un pick-up messo a loro disposizione. Una volta esaurito il chilometraggio hanno dovuto proseguire in autostop verso il mercato alimentare cinese di Bangkok.
- Terza missione: i 7 Mostri, arrivati al mercato cinese di Bangkok le coppie hanno dovuto girare per tre turni a testa una ruota divisa in otto spicchi e mangiare gli insetti contenuti nella sezione segnata dall'indicatore della ruota; nel caso in cui la ruota si fosse fermata in uno spicchio vuoto il turno non avrebbe dovuto essere ripetuto.

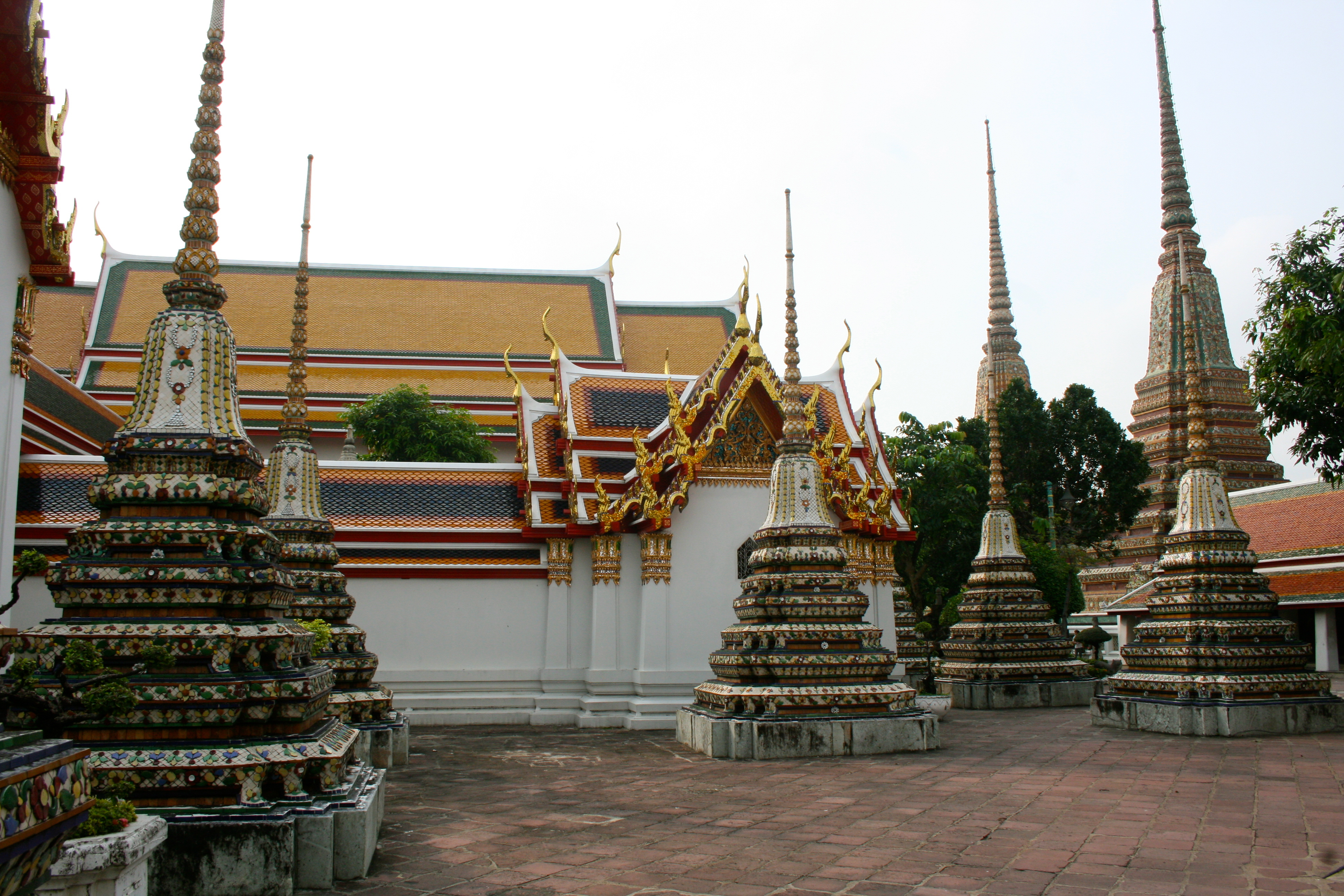
Il Wat Pho è stato il traguardo finale dell'avventura di Pechino Express - Obiettivo Bangkok

#### Prova vantaggio
- Le due coppie qualificatesi al traguardo intermedia hanno dovuto competere nella prova vantaggio alla stazione di Hua Lampong; qui hanno dovuto memorizzare i numeri in lingua thai mostrati a turno e ad intermittenza in un maxi-schermo della stazione e successivamente trovare quattordici viaggiatori con i numeri arabi e i segni aritmetici scritti sul retro delle loro valigie. Le persone recuperato sono state fatte salire su una gradinata per comporre un'addizione; sulla prima riga è stato posto il primo addendo e il segno di somma, sulla seconda riga il secondo addendo e il segno di uguale mentre sulla terza riga i concorrenti hanno dovuto comporre il risultato della somma. La coppia che per prima ha dato la soluzione è potuta partire con cinque minuti di vantaggio su quella avversaria; ad entrambe le coppie è stato consegnato un elefantino di ceramica utile per una successiva missione.

#### Missioni finali
- Quarta missione: le coppie hanno dovuto proseguire verso il prang, ad Awn Arun, e salire in cima al tempio per mezzo di una ripida scalinata ove una donna ha dato loro un braccialetto di fiori e le informazioni per la prosecuzione della missione. I concorrenti hanno dovuto raggiungere un tavolo ai piedi del tempio sul quale erano state poste sette statue del Buddha, ognuna correlata ad un giorno della settimana, e porgere il bracciale floreale sulla statuetta corrispondente al proprio giorno di nascita. A questo punto hanno ricevuto il secondo elefantino e hanno potuto proseguire la gara.
- Quinta missione: i finalisti hanno dovuto recarsi presso una scuola di massaggi e trovare cinque persone di nazionalità diversa disposte a farsi lavare i piedi dagli stessi concorrenti. Il massaggio è stato della durata di due minuti e ha previsto la profumazione con oli e creme; completata la missione, le coppie hanno ricevuto un terzo elefantino e le indicazioni per la successiva missione.
- Sesta missione: giunti al Siam Paragon, il centro commerciale più grande di Bangkok, le coppie hanno incontrato una ragazza thailandese che li ha accompagnati in ascensore fino al quinto piano dell'edificio; qui i concorrenti hanno dovuto ascoltare le prestazioni canore di dieci ragazze thailandesi e indovinare almeno cinque dei dieci titoli proposti. Le canzoni intonate sono state scelte tra le più famose composizioni italiane. Nel caso in cui le coppie avessero scritto sul foglio a loro fornito meno di cinque titoli esatti avrebbero dovuto attendere cinque minuti prima di ricevere il quarto elefantino e ripartire.
- Settima missione: le coppie hanno dovuto raggiungere il Wat Saket dove hanno dovuto rompere gli elefantini con un martello e comporre un puzzle con i pezzi contenuti all'interno dei piccoli pachidermi in porcellana. Il puzzle ha mostrato ai concorrenti una serie di numeri in thai, per questo hanno dovuto cercare aiuto per la traduzione in numeri arabi e successivamente salire in cima al tempio dove hanno trovato un cellulare, disponibile per digitare le cifre ottenute. Le cifre del puzzle sono risultate essere i numeri di telefono dei parenti dei concorrenti i quali hanno fornito ai propri cari le indicazioni per il traguardo finale, ben visibile dalla cima del tempio. Il traguardo finale della seconda edizione di Pechino Express è stato il Wat Pho; la prima coppia a raggiungere il luogo indicato e suonare il gong si è aggiudicata la vittoria.

## Ascolti
| Puntata    | Messa in onda     | Telespettatori | Share |
| ---------- | ----------------- | -------------- | ----- |
| 1          | 8 settembre 2013  | 1 922 000      | 9,44% |
| 2          | 9 settembre 2013  | 1 759 000      | 7,25% |
| 3          | 16 settembre 2013 | 1 891 000      | 7,71% |
| 4          | 23 settembre 2013 | 2 025 000      | 8,19% |
| 5          | 30 settembre 2013 | 1 949 000      | 7,55% |
| 6          | 14 ottobre 2013   | 1 774 000      | 6,80% |
| 7          | 16 ottobre 2013   | 2 040 000      | 8,15% |
| 8          | 23 ottobre 2013   | 1 901 000      | 7,43% |
| Semifinale | 28 ottobre 2013   | 1 827 000      | 7,03% |
| Finale     | 4 novembre 2013   | 2 466 000      | 9,66% |
| Media      | Media             | 1 955 000      | 7,92% |